# A Sessão sem Fim
A Sessão sem Fim é o quarto álbum de estúdio do cantor e compositor brasileiro Marcelo Nova. Conta com uma sonoridade mais pesada, cheia de guitarras, contrastando com o último álbum que o artista tinha lançado. A banda de apoio de Marcelo Nova, a "Envergadura Moral", muda novamente de formação, com o lendário Luis Sérgio Carlini substituindo André Christovam na guitarra.

## Faixas
Crédito das faixas por Spotify.
Todas as faixas escritas e compostas por Marcelo Nova. 
| N.º | Título                    | Duração |  |
| 1.  | "Coração Satânico"        | 3:26    |  |
| 2.  | "Faça a Coisa Certa"      | 4:44    |  |
| 3.  | "A Garota da Motocicleta" | 3:47    |  |
| 4.  | "Nenhuma Conexão"         | 3:04    |  |
| 5.  | "Um Bonde Chamado Desejo" | 4:19    |  |

| N.º | Título                         | Duração |  |
| 1.  | "Tromba de Elefante"           | 3:44    |  |
| 2.  | "Derrapando na Curva do Mundo" | 4:14    |  |
| 3.  | "Estranho no Ninho"            | 3:28    |  |
| 4.  | "Drake's Boogie"               | 2:10    |  |
| 5.  | "O Último Pôr do Sol"          | 4:29    |  |

## Créditos

### Banda Envergadura Moral
- Marcelo Nova - vocal e guitarra
- Luis Sérgio Carlini - guitarra
- Carlos Alberto Calasans - contrabaixo
- Franklin Paolillo - bateria

### Músicos adicionais
- Fernando "Dr. Feelgood" Naylor – Gaita em "O Último Por do Sol"

### Ficha técnica
- Gravadora Eldorado
- Fabricado e Distribuído por Sony Music
- Produzido por - Marcelo Nova
- Gravado por - João Roberto Guarino "Cotô" e Otto Henrique Paixão
- Engenheiro de Manutenção - Eduardo Pastorelli Braga
- Mixado por - Francisco Luís Russo "Zorro"
- Masterizado por - Ricardo Franja e Carlinhos Freitas
- Direção de Arte - Silvanir Batista
- Assistente de Arte - Thaís Cristina
- Capa e Foto - Inez Silva
- Fotos das Crianças - Dr. Marcus do Rio